# Ifeoma Mbanugo
Ifeoma Mbanugo (sinh ngày 3 tháng 3 năm 1952) là một vận động viên chạy đường dài Nigeria. Bà đã tham gia cuộc thi marathon nữ tại Thế vận hội Mùa hè 1984.